# جنوز چپل (آلاباما)
جنوز چپل (به انگلیسی: Jones Chapel) یک منطقهٔ مسکونی در ایالات متحده آمریکا است که در آلاباما واقع شده‌است. جنوز چپل ۲۹۹٫۰۱ متر بالاتر از سطح دریا واقع شده‌است.